# Claude Gosselin
Pour les articles homonymes, voir Gosselin.
Claude Gosselin, né à Salaberry-de-Valleyfield le 5 juin 1944, est un artiste et administrateur de musée québécois. Il est directeur général et artistique du Centre international d'art contemporain de Montréal et de la Biennale de Montréal. 
Claude Gosselin fut directeur de l'événement annuel Les Cent jours d'art contemporain de Montréal. Tout au long de sa durée, soit de 1985 à 1996, l'événement fut un outil de diffusion de l'art actuel sans équivalent au Québec et au Canada. En faisant se côtoyer les œuvres d'artistes québécois et canadiens et celles d'artistes étrangers.

## Biographie
Claude Gosselin a un parcours scolaire réunissant les arts et les sciences. Après des études en sciences et mathématiques au collège Bourget de Rigaud et en arts et humanités au collège de Valleyfield, il obtient un baccalauréat ès arts de l'Université de Montréal en 1966. Il interrompt ses études pendant deux ans et se joint au Service universitaire canadien outre-mer (SUCO) pour enseigner les arts plastiques, les mathématiques et les sciences au Burundi, en Afrique. De retour au Canada, il s'inscrit en histoire de l'art à l'Université de Montréal et l'année suivante à l'Université du Québec à Montréal. Il obtient un baccalauréat spécialisé en recherches culturelles et histoire de l'art (1971). 
ACTIVITÉS PROFESSIONNELLES
Directeur général et artistique
- 1998 : Claude Gosselin fonde la Biennale de Montréal, une biennale internationale dont la première édition a lieu en 1998.
- 1983 : Claude Gosselin fonde le CIAC, Centre international d'art contemporain, organisme à but non lucratif, ayant pour objectif la production et la diffusion d'événements en arts visuels.
- 1985-1997 : Claude Gosselin est à l'origine des Cent jours d'art contemporain de Montréal; une exposition internationale ayant lieu tous les ans. Les Cent jours ont été mis en nomination pour représenter les arts visuels pour le Grand Prix du Conseil des arts de la communauté urbaine de Montréal en 1985 et en 1992.

Administrateur des arts et de programmes culturels
- 1975-1979 : Agent des arts au Service des bourses pour artistes, pour le Conseil des arts du Canada puis adjoint au chef du Service des arts visuels, du film et de la vidéo.
- 1972-1974 : Société des artistes professionnels du Québec 1972-1974. États généraux de la culture québécoise Groupe de recherche et d'action sociale par l'art et les médias.
- Critique d'art 1974-1975 : Journal Le Devoir à Montréal.

Conservateur et commissaire d'expositions
- 1984 : L'exposition Vent et Eau organisée pour le compte de la Corporation Québec 1534
- 1979-1983 : Musée d'art contemporain de Montréal : Conservateur responsable des expositions temporaires. Il supervisera la présentation de 23 expositions, dont 16 qu'il organisera. Des catalogues de ces expositions ont été publiés.

CONSEILS D'ADMINISTRATION, COMITÉS, JURYS, ETC.
- 1999 : Membre du jury, Prix Pierre Ayot, Prix Louis Comtois, la Ville de Montréal en collaboration avec l'Association des galeries d'art (Québec)
- 1998 : Membre du Cercle des ambassadeurs, Montréal international
- 1997 : Année canadienne de l'Asie-Pacifique 1997, région Québec (comité consultatif)
- 1996-1999 : Corporation de développement du Faubourg Saint-Laurent, Montréal (c.a.1996-1999)
- 1996 : Comité honoraire de la Fundacion Ludwig de Cuba (1996...)
- 1990-1991 : Galerie d'art du Centre Saidye Bronfman, Montréal (comité consultatif)
- 1990-1991 : Environnement 2000 (c.a. 1990-1991)
- 1990 : Montréal musiques actuelles (c.a. 1990)
- 1984 : O Vertigo Danse/Ginette Laurin. Membre fondateur, membre du c.a.
- 1983 : Centre international d'art contemporain de Montréal; membre fondateur 1980 : Société des musées québécois (membre du c.a. 1980-1982; 1996-1998)
- 1980 : Association des musées canadiens
- 1980 : ICOM-Canada /Conseil international des musées (vice-président 1986-1992), membre du comité organisateur du congrès triennal de l'ICOM 1992, à Québec
- 1980 : ICOM-CIMAM/Comité international des musées d'art moderne et contemporain; il a participé aux rencontres annuelles de La Haye 1989, Los Angeles 1990, La Havane 1991, Montréal 1992, Tokyo 1994, et Barcelone 1997.

## Honneurs
- 1986 : Prix de mérite de la Société des musées québécois
- 1987 : Prix Louis-Philippe-Hébert pour les arts visuels, Société Saint-Jean-Baptiste de Montréal
- 1999 : Prix Carrière, Société des Musées Québécois
- 2005 : Prix du Gouverneur général en arts visuels et en arts médiatiques
- 2006 : Membre de l'Ordre du Canada
- 2009 : Prix Reconnaissance UQAM 2009